# Suicide Commando
Suicide Commando – belgijski zespół electro-industrialny założony przez Johana van Roya w 1986 roku  w Leopoldsburgu.   

## Historia
W roku 1986 Van Roy rozpoczął eksperymentalne nagrywanie muzyki elektronicznej. Minęło jednak dwa lata do wydania pierwszego dema na kasecie jako Suicide Commando. Utwór z tego dema znalazł się na winylowej kompilacji Electronic. Dłuższy czas kontynuował wydawanie kolejnych taśm aż do momentu podpisania kontraktu z powstającą właśnie wytwórnią Off Beat. Efektem tej współpracy był wydany w 1994 roku debiutancki album Critical Stage. Rok później ukazał się kolejny album Stored Images, na którym znalazł się jeden z najpopularniejszych utworów zespołu See You in Hell. W roku 1996 światło dzienne ujrzała kompilacja Contamination wydana na dziesięciolecie działalności.   
W roku 1998, Suicide Commando nagrywa kolejny album Construct-Destruct i jego siostrzane wydanie Reconstruction zawierające nowe hity klubowe Desire i Better Off Dead.      
Ponieważ Van Roy był jednym z założycieli firmy fonograficznej Dependent Records, w 1999 roku Suicide właśnie w tej wytwórni emituje kolejne wydawnictwa, dwa single Hellraiser i Comatose Delusion oraz EPkę Love Breeds Suicide, anonsujące kolejną płytę zespołu Mindstrip, która osiągnęła numer jeden na liście German Alternative Charts (DAC). Album ten ukazał się także w Ameryce nakładem Metropolis Records.   
W roku 2002 nakładem Dependent, Suicide Commando wydaje podwójne CD Anthology, kompilację typu „the best of” zawierającą największe hity zespołu Hellraiser, See You in Hell, Love Breeds Suicide jak również nowe remiksy i unikalne utwory.   

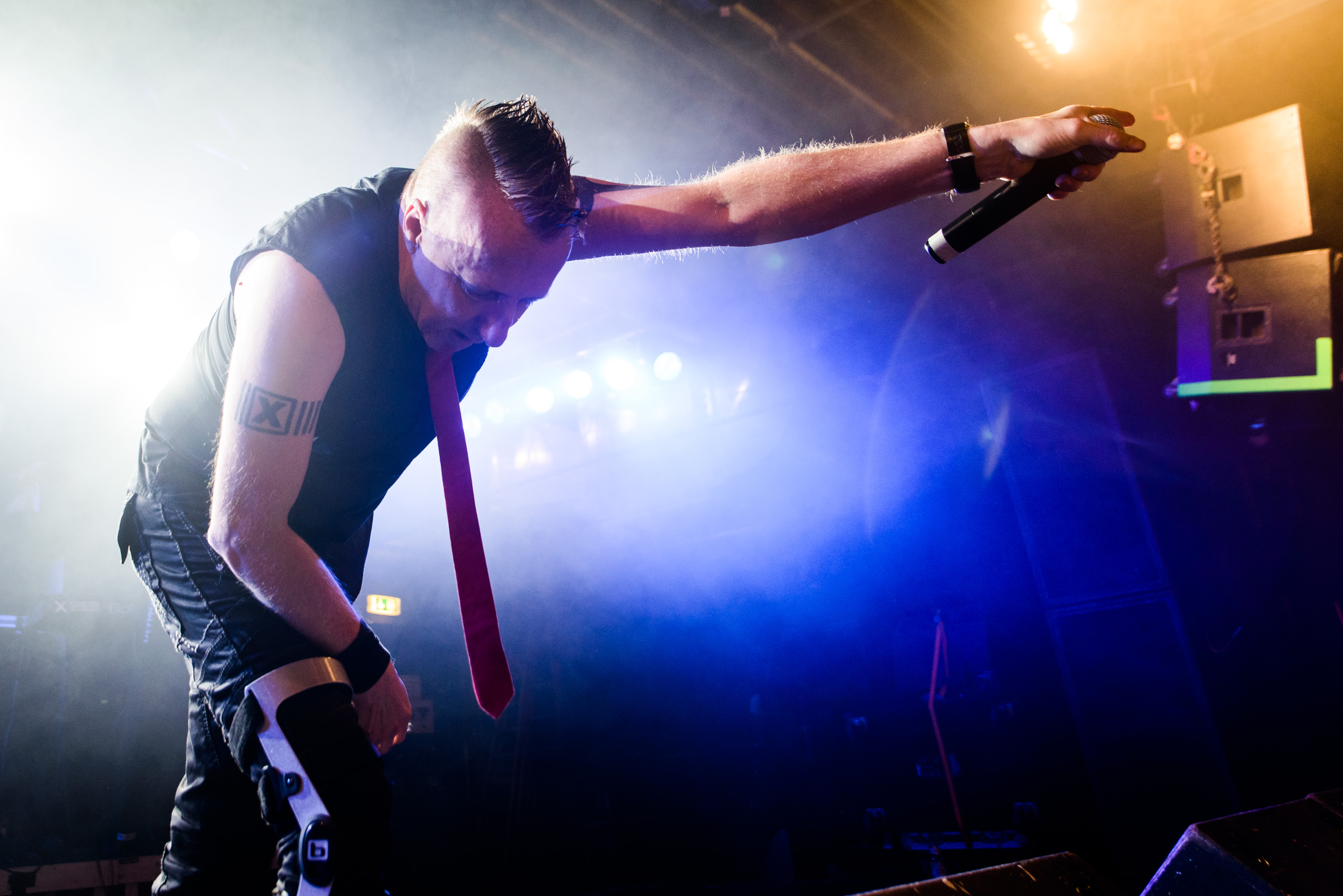
Suicide Commando podczas Free & Easy Festival 2015

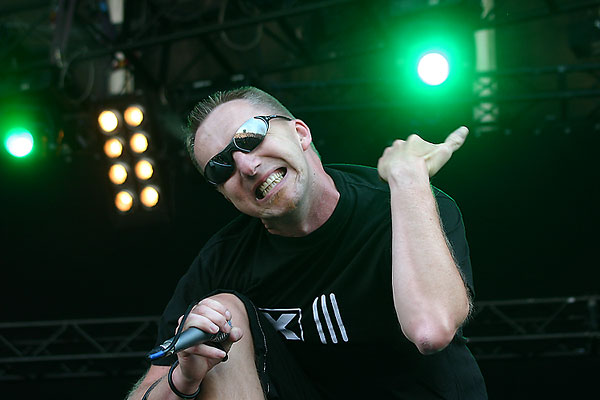
Johan van Roy podczas M’era Luna Festival 2004

Anonsując kolejną płytę zespołu Axis of Evil, ukazała się specjalna podwójna edycja singla zatytułowana Face of Death. Do sprzedaży trafiła też zwyczajna regularna edycja tego singla a sam album Axis of Evil został wybrany płytą roku 2003 na Deutsche Alternative Charts. Rok później Suicide Commando wydało kolejną limitowaną edycję podwójnego singla zatytułowaną Cause of Death: Suicide + One Nation under God.
W roku 2006 Suicide Commando powraca płytą Bind, Torture, Kill (dostępną również w specjalnej limitowanej edycji zawierającej dysk bonusowy, poster i stiker). zawierającej utwory z anonsującego singla Godsend + Menschenfresser. Płyta była kolejnym sukcesem grupy, docierając na szczytowe pozycje różnych list przebojów alternatywnych, wybrana też została albumem miesiąca przez niemiecki magazyn muzyczny Orkus.
Na dwudziestolecie działalności, w roku 2007 zespół wydaje box set „X20” zawierający 3 CD (jeden remix CD, jeden „best of” CD i EP Fuck You Bitch) oraz pierwsze wydawnictwo live zespołu na płycie DVD.   
W roku 2009 Suicide Commando nawiązuje współpracę z niemiecką wytwórnią Out Of Line. Pierwszym efektem tej współpracy jest 7'' EP zatytułowana severed head/untill we die niedługo potem ukazuje się EP die motherfucker die, która znów dociera na szczyt German Alternative Charts.
Rok później Suicide Commando w Out Of Line nagrywa kolejny album implements of hell i wydaje go w 3 odmiennych edycjach (zawierających singiel God is in the rain). Ten album również ukazuje się w USA nakładem Metropolis Records i również dociera na pierwszą pozycję German Alternative Charts. Pod koniec roku 2010 wydany zostaje trzeci singiel z płyty implements of hell zatytułowany death cures all pain.
Rok 2011 przynosi reedycję pierwszych trzech studyjnych albumów zespołu pod nazwą „The suicide sessions”, specjalny limitowany sześciopłytowy box set zawierający zremasterowane wersje pierwszych trzech albumów critical stage, stored images i construct-destruct oraz 3 krążki z dużą ilością bonusowego materiału, zawierające też wcześniej niepublikowane utwory. Rok później Johan publikuje załkowicie nowy materiał oraz kolejny singiel attention whore z nagrywanego nowego albumu When evil speaks, który ostatecznie ukazuje się w 2013 roku. Również ta płyta wychodzi w trzech odmiennych wersjach a na oficjalnej liście German Media Control Charts osiąga 47 pozycję. Pod koniec roku ukazuje się kolejny singiel z tej płyty zatytułowany unterwell. Równocześnie z tym singlem wydana zostaje limitowana (500 kopii) płyta analogowa ze zremasterowaną wersją ich pierwszego wielkiego przeboju see you in hell.
W roku  2015 Suicide Commando powraca nowym singlem zatytłowanym the pain that you like (featuring Jean Luc de Meyer z zespołu Front 242 gościnnie na wokalu), który anonsuje kolejną najnowszą płytę zespołu.
Zespół jest częstym gościem rozmaitych mrocznych festiwali muzyki alternatywnej, wliczając w to takie wydarzenia jak Wave Gotik Treffen, Amphi Festiwal czy M'era Luna.
W Polsce grupa trzykrotnie gościła 31 lipca 2004 roku, 29 lipca 2007 roku, oraz ponownie 24 lipca 2011 roku w Bolkowie w ramach festiwalu Castle Party oraz niezależnie 29 marca 2014 roku we wrocławskim klubie Liverpool.

## Styl muzyczny
Początkowe brzmienie zespołu prezentowane na wydawanych w latach dziewięćdziesiątych kasetach demo cechowało się minimalistycznym brzmieniem w stylu The Klinik. Późniejsze dokonania mają bogatsze brzmienie electro-industrialowe przesuwając się coraz bardziej w kierunku aggrotech. Widoczne jest to m.in. we współpracy grupy z takimi zespołami jak Tactical Sekt czy Hocico, objawiającej się wzajemnymi remiksami swych utworów.    
Teksty utworów dotyczą śmierci, morderstw i tematów pokrewnych (od samobójstwa przez eutanazję, kanibalizm do nekrofilii). Traktują też o patologicznych lub nieudanych związkach międzyludzkich, poruszane bywają konkretne kwestie polityczne i społeczno-polityczne. Większość tekstów jest w języku angielskim; ale ponieważ Van Roy mówi również po niemiecku, a w Niemczech ma szczególnie wielu fanów, kilka utworów zostało nagranych po niemiecku.    

## Skład zespołu
Jedynym stałym członkiem zespołu jest założyciel Johan van Roy uzupełniany gościnnie na koncertach przez innych muzyków.

## Dyskografia[20]

### Albumy
- Critical Stage (1994)
- Stored Images (1995)
- Construct-Destruct (1998)
- Mindstrip (2000)
- Axis of Evil (2003)
- Bind, Torture, Kill (2006)
- Implements of Hell (2010)
- When Evil Speaks (2013)

### Kompilacje
- Contamination (1996)
- Re-construction (1998)
- Chromdioxyde (1999)
- Anthology (2002)
- X20 (2007)
- The Suicide Sessions (2011)
- Electro Convulsion Therapy RE-RELEASE (2015)
- X-30 COMPENDIUM[21] (reedycja kompilacji : Mind Strip|Comatose Delusion|Hellraiser|Loves breeds Suicide|Face of Death|Axis of Evil|Cause of Death: Suicide / One Nation under God|Godsend/Menschenfresser|Bind, Torture, Kill|F*** You Bitch|plus wiele remików, stron-b i bonus tracks ) (2016)

### Single i EPki
- Never Get Out (1993)
- State of Emergency (1997)
- Comatose Delusion (2000)
- Hellraiser (2000)
- Love Breeds Suicide (2000)
- Face of Death (2003)
- Cause of Death: Suicide (2004)
- Cause of Death: Suicide / One Nation Under God (2004)
- Godsend / Menschenfresser (2005)
- Until We Die / Severed Head (2009)
- Die Motherfucker Die (2009)
- God Is In the Rain (2010)
- Death Cures All Pain (2010)
- Attention Whore (2012)
- Unterwelt (2013)
- The Pain That You Like (2015)

### Taśmy
- Suicide Commando (demo) (1988)
- This Is Hate (1989)
- Industrial Rape I (1990)
- Crap (1990)
- Go to Hell (album) | Go to Hell (1990)
- Into the Grave (1991)
- Industrial Rape II (1991)
- Black Flowers (1992)
- Electro Convulsion Therapy (1993)